# Urcuit
Urcuit é uma comuna francesa na região administrativa da Nova Aquitânia, no departamento dos Pirenéus Atlânticos. Estende-se por uma área de 13,72 km². Em 2010 a comuna tinha 2 679 habitantes (densidade: 195,3 hab./km²).